# Grand-Verly
Grand-Verly és un municipi francès situat al departament de l'Aisne i a la regió dels Alts de França. L'any 2007 tenia 137 habitants.

## Demografia

### Població
El 2007 la població de fet de Grand-Verly era de 137 persones. Hi havia 48 famílies de les quals 7 eren unipersonals (7 dones vivint soles i 7 dones vivint soles), 15 parelles sense fills, 15 parelles amb fills i 11 famílies monoparentals amb fills.
La població ha evolucionat segons el següent gràfic:
Habitants censats

### Habitatges
El 2007 hi havia 63 habitatges, 49 eren l'habitatge principal de la família, 8 eren segones residències i 6 estaven desocupats. Tots els 63 habitatges eren cases. Dels 49 habitatges principals, 42 estaven ocupats pels seus propietaris, 7 estaven llogats i ocupats pels llogaters i 1 estava cedit a títol gratuït; 2 tenien dues cambres, 8 en tenien tres, 12 en tenien quatre i 27 en tenien cinc o més. 44 habitatges disposaven pel capbaix d'una plaça de pàrquing. A 17 habitatges hi havia un automòbil i a 22 n'hi havia dos o més.

### Piràmide de població
La piràmide de població per edats i sexe el 2009 era:
| Homes | Edats   | Dones |
| ----- | ------- | ----- |
| 0     | 95 o +  | 0     |
| 0     | 90 a 94 | 0     |
| 0     | 85 a 89 | 0     |
| 0     | 80 a 84 | 4     |
| 4     | 75 a 79 | 4     |
| 4     | 70 a 74 | 0     |
| 0     | 65 a 69 | 4     |
| 4     | 60 a 64 | 0     |
| 0     | 55 a 59 | 4     |
| 0     | 50 a 54 | 0     |
| 8     | 45 a 49 | 0     |
| 4     | 40 a 44 | 4     |
| 8     | 35 a 39 | 4     |
| 16    | 30 a 34 | 8     |
| 0     | 25 a 29 | 12    |
| 4     | 20 a 24 | 0     |
| 4     | 15 a 19 | 4     |
| 12    | 10 a 14 | 0     |
| 4     | 5 a 9   | 12    |
| 0     | 0 a 4   | 8     |

## Economia
El 2007 la població en edat de treballar era de 88 persones, 68 eren actives i 20 eren inactives. De les 68 persones actives 61 estaven ocupades (40 homes i 21 dones) i 7 estaven aturades (2 homes i 5 dones). De les 20 persones inactives 5 estaven jubilades, 8 estaven estudiant i 7 estaven classificades com a «altres inactius».

### Ingressos
El 2009 a Grand-Verly hi havia 52 unitats fiscals que integraven 145 persones, la mediana anual d'ingressos fiscals per persona era de 13.995 €.

### Activitats econòmiques
Els 2 establiments que hi havia el 2007 eren d'empreses de comerç i reparació d'automòbils.
L'únic servei als particulars que hi havia el 2009 era una fusteria.
L'any 2000 a Grand-Verly hi havia 5 explotacions agrícoles que ocupaven un total de 405 hectàrees.

## Poblacions més properes
El següent diagrama mostra les poblacions més properes.